# Jánossy Gábor
Jánossy Gábor (Nemesmagasi, 1870. szeptember 18. – Szombathely, 1945.) jogász, árvaszéki elnök, a Celldömölki választókerület országgyűlési képviselője.

## Életpályája
1870 szeptember 18-án született a vasmegyei Nemesmagasiban. Tanulmányait a soproni evangélikus gimnáziumban és a budapesti tudományegyetem jogi fakultásán végezte. Nyugati országokban való tanulmányútjai után egy ideig ügyvédjelölt volt Győrött és Budapesten, majd 1897-ben Vas Vármegye szolgálatába lépett. Vármegyei aljegyző, árvaszéki jegyző, ülnök, helyettes elnök volt és végül árvaszéki elnök és ettől az állásától vált meg az országos politika kedvéért, mikor az 1926-os évi általános választások idején képviselő lett az egységes párt hivatalos jelöltjével szemben Celldömölkön. 
A házban zamatos nyelvezetű, költői és bibliai idézetekkel tarkított felszólalásával tűnt fel és a magyar irodalom tradícióinak és emlékeinek a politikai életben való ápolásával nagy érdemeket szerzett magának. 1931.-ben ismét képviselővé választották  Celldömölkön. 
Felesége Magassy Sarolta, egyik fia Jánossy Andor, akadémikus és a tápiószelei Agrobotanikai Intézet alapítója és igazgatója volt. Testvére Jánossy Lajos (1868–1939) főesperes volt.
Elhunyt 1945-ben.

## Munkássága
- Könyvet írt a feminizmusról, 1911-ben jelent meg könyve A feminizmus Magyarországon címmel, melyben kiáll a nők választójoga, egyéni szabadsága mellett.
- Szerkesztette a Szombathelyen havonta megjelenő Gyermekvédelem című lapot.

## Főbb munkái
- Jánossy Gábor: A feminizmus Magyarországon. (Szombathely, 1911.)